# Takhat Ire
Ne doit pas être confondu avec Takhat II.
Takhat Ire est une reine d’Égypte de la XIXe dynastie. Elle serait la fille du roi Ramsès II, l'une des épouses de son demi-frère le roi Mérenptah, 13e fils et successeur de Ramsès II, et enfin la mère de l'usurpateur Amenmes.

## Attestations
Plusieurs documents attestent du nom d'une reine nommée Takhat :
- la reine est représentée sur une statue située dans la grande salle hypostyle du temple de Karnak, elle date du règne d'Amenmes et a été usurpée par Séthi II ; la reine portait à l'origine les titres de sat nésou (« fille de roi ») et de mout nésou (« mère du roi ») avant que Séthi II ne fasse remplacer le titre mout nésou par hémet nésou, « épouse du roi »[1] ;
- la reine est également représentée sur une statue (CG 1198), située au Caire, datant probablement de Mérenptah et usurpée par Séthi II ; elle y porte cette fois les titres de « fille royale » et de « grande épouse royale qui s'unit à son Horus ». Les titres n'ont cette fois pas été changés lors de l'usurpation de la statue[1] ;
- enfin, la tombe KV10 dans la vallée des Rois, à l'origine prévue pour le roi Amenmes, abrite des représentations et des restes du sarcophage et des vases canopes d'une reine nommée Takhat. Dans la salle E, à gauche de la porte menant à la salle F, la reine est représentée portant les titres « mère divine », « mère royale » et « grande mère royale »[2] ; le sarcophage indiquait quant à lui les titres « fille royale », « épouse royale » et « grande épouse royale »[3] ; enfin les vases canopes indiquaient les titres « fille royale » et « grande épouse royale ». Un fragment de vase canope trouvé par Howard Carter près des tombes KV6 et KV55 (donc non loin de la tombe KV10) indiquait juste le nom de la reine Takhat[4].

S'il est probable que les deux premiers documents correspondent à la même reine Takhat, associée aux règnes de Mérenptah, Amenmes et Séthi II, il n'est pas certain que ce qui a été retrouvé dans la tombe KV10 appartient à cette reine. En effet, la date de la réutilisation de la tombe pour cette reine Takhat n'est pas assurée, et il pourrait s'agir d'une réutilisation de la XXe dynastie (pour la reine Takhat II, mère de Ramsès IX).
En outre, l'ostracon 666 du Louvre indique, parmi plusieurs autres filles du roi Ramsès II, une princesse nommée Takhat. Cette princesse doit probablement être identique à la reine Takhat des deux statues.

## Généalogie
En se basant sur les titres des deux statues citées plus haut, il peut être déduit que la reine Takhat était fille d'un roi, épouse d'un roi et mère d'un roi :
- l'ostracon 666 du Louvre, si la princesse Takhat nommée dedans correspond bien à la reine, indique qu'elle était fille du roi Ramsès II[1] ;
- la statue du temple de Karnak fait d'elle la mère d'Amenmes[1].

Quant à l'identité du roi-époux, certains ont proposés Séthi II, sur la base qu'elle serait l'une des plus jeunes filles de Ramsès II et donc d'un âge similaire à celui de Séthi II, et aussi qu'il a modifié l'inscription — remplacement du mot « mère » par le mot « épouse » — se rapportant à la reine sur la statue du temple de Karnak. Toutefois, un tel changement n'indique pas nécessairement qu'elle était l'épouse de Séthi II : en effet, qu'elle soit l'épouse de Séthi II ou de Mérenptah, sa qualité d'épouse royale n'est pas affectée par l'usurpation d'Amenmes.
Frédéric Servajean, entre autres, fait d'elle l'épouse de Mérenptah en justifiant le fait qu'il est illogique qu'un fils usurpe le trône de son père, que Séthi était trop jeune pour avoir un fils assez vieux pour prétendre au trône et qu'il est plus logique que Takhat, en tant que fille de Ramsès II, épouse son demi-frère plutôt que son neveu ; enfin, il date la statue du Caire du règne de Mérenptah.